# 86 př. n. l.

## Narození
- Gaius Sallustius Crispus († 35 př. n. l. nebo 34 př. n. l.) – římský politik a historik[1]

## Úmrtí
Gaius Marius (asi 157 př. n. l. – 13. ledna 86 př. n. l.) – římský politik a reformátor

## Hlavy států
- Pontus – Mithridatés VI. Pontský (doba vlády asi 120 př. n. l. – 63 př. n. l.)[3]
- Parthská říše – Gótarzés I. (91/90 – 81/80 př. n. l.)
- Egypt – Ptolemaios IX. Sótér II. (116 – 110, 109 – 107, 88 – 81 př. n. l.)
- Čína – Čao-ti (dynastie Západní Chan)
- starověká Arménie – Tigranés Veliký (doba vlády 95 př. n. l. – 55. př. n. l.)[4]